# Miejska Telewizja Opole
Miejska Telewizja Opole (od 2008 TVO Telewizja Opole) – prywatna lokalna kablowa stacja telewizyjna, nadająca w Opolu w latach 2001-2010. Głównym programem był codzienny program informacyjny Wydarzenia (godz. 18.00; 20.00 i 8.00 oraz 12.00). Jego prowadzącymi byli, między innymi, Karolina Chyc i Wiktor Balcer. 
Stacja powstała w 2001 r. i w całości należała do gminy Opole, w lipcu 2008 r. udziały w spółce zostały sprzedane prywatnemu inwestorowi. W 2010 r. KRRiT odebrała spółce koncesję na nadawanie programu i stacja została zlikwidowana. Zasięg stacji był ograniczony do sieci kablowej UPC na terenie Opola, telewizja nadawała na kanale S-34. Stacją zarządzały kolejno Anita Weber i Anna Mołodecka. 

## Programy OTV Miejskiej Telewizji Opole
Informacyjne
- Wydarzenia - jedyny na Opolszczyźnie program dostarczający wiadomości ekskluzywnie ze stolicy regionu
- Tydzień w Opolu - życie miasta w pigułce
- Sport - przegląd najważniejszych wydarzeń

Reporterskie
- Interwencja - reporterzy pomagają w rozwiązaniu problemów opolan
- Magazyn Reporterów - prezentacja ciekawych tematów, odpowiedzi na frapujące pytania
- Opolskie - tu wypoczywam - magazyn turystyczny prezentujący atrakcje Śląska Opolskiego

Publicystyczne
- Rozmowa Dnia - gośćmi są politycy, urzędnicy, ludzie kultury, znani opolanie

Rozrywkowe i poradnikowe
- Magda jest w ciąży - program dla kobiet spodziewających się potomstwa
- Babskie sprawy - dla kobiet aktywnych, kręcony w siłowniach, solariach, u kosmetyczek, itd.
- Motokibic - cotygodniowa dawka emocji dla fanów motoryzacji